# قوام‌الدین محمد صاحب‌عیار
قوام‌الدین محمد صاحب عیار از وزیران سلسلهٔ آل مظفر و خدمتگزاران شاه شجاع در قرن هشتم هجری قمری بود. وی علاوه بر درایت در امر وزارت، مردی جنگجو و امیری دلیر بود و در اغلب جنگ های شاه شجاع به عنوان سردار قشون شرکت داشت و عامل اغلب پیروزی‌های پادشاه در مقابل مخالفینش بود.

ابتدای کار خواجه چنین بود که امیر مبارزالدین محمد در سال ۷۵۰ هجری قمری وی را که از رجال بزرگ و صاحب کتابت بوده به وزارت و ملازمت پسر خود شاه شجاع که در آنوقت ۱۷ سال داشت برمی گزیند و در سال ۷۵۲ هجری قمری به عنوان نایب شاه شجاع و در سال ۷۵۵ به سمت قائم مقامی شاه شجاع، فرمانفرمای کرمان گردیده‌است. شاه شجاع پس از کور کردن امیر مبارزالدین در سال ۷۵۹ به سلطنت می رسد و روز به روز بر تقرب و قدرت خواجه قوام‌الدین نزد وی افزوده می‌گردد تا هنگامی که نزدیکان شاه ذهن شاه را نسبت به او مشئوب کرده و در نتیجه شاه، وزیر مقتدر و مربی و پشتیبان خود را به زندان افکند و اموالش را ضبط و خود او را در سال ۷۶۴ هجری قمری، بعد از عذاب و شکنجه بسیار کشت و جسدش را پاره‌پاره نموده و هر پاره ای را به ولایتی می فرستد و وزارت خود را به امیر کمال‌الدین حسین رشیدی واگذار می‌کند.
 خواجه قوام‌الدین یکی از ممدوحین خواجهٔ بزرگ شیراز حافظ است. حافظ چه در قصائد و چه ضمن غزل بارها به مدح این امیر پرداخته است و حتی پس از قتل وی به نیکی از او یاد کرده‌است.
‌